# Mastekranen
Mastekranen (Deens voor 'de mastkraan') is een 18e-eeuwse mastzeeg en een hedendaags oriëntatiepunt op Holmen in Kopenhagen, Denemarken. Het werd ontworpen door de Deense architect Philip de Lange en gebouwd tussen 1748 en 1751 als onderdeel van de Flådestation Holmen (marinestation) voor de Koninklijke Deense marine.

## Geschiedenis
Onder het bewind van Frederik III werd Holmen opgericht door een reeks landaanwinningen ter vervanging van de marinebasis en scheepswerf in Bremerholm. Het eerste schip dat in 1692 vanuit Nyholm de zee op ging, was Dannebrog. In de daaropvolgende jaren werd de bouw van alle grote schepen daar geleidelijk naartoe verplaatst. De faciliteiten in Holmen werden in de loop van de volgende eeuwen voortdurend uitgebreid.
Vroeger had de bouw van zeilschepen geen schoren nodig om hun mast op te richten, omdat deze met touwen op zijn plaats kon worden getild en rond zijn voet kon draaien. Naarmate schepen groter werden, was het niet langer mogelijk om hun masten, groter en zwaarder, op deze manier te monteren. Er was een kraan nodig, hoog genoeg om de hele mast verticaal op te tillen en vervolgens in het schip te laten zakken.
Het was als gevolg van deze ontwikkeling dat de mastkraan op Nyholm - dat deel is van Holmen - werd gebouwd. Aan het einde van de 19e eeuw begonnen de toenemende omvang en capaciteit van algemene havenkranen te overlappen met de verheven maar lichtgewicht mastenscheerzeilen en dus was hun specialisatie niet langer vereist. In 1918 werden alle scheepswerfactiviteiten in Nyholm stopgezet en verplaatst naar Frederiksholm, een ander deel van Holmen.

## Architectuur
De mastkraan is ontworpen in de barokstijl. Hoewel het lijkt op een gemetselde toren met een houten giek erbovenop, is de hele kraan in feite een houten constructie waarbij de buitenmuur alleen dient als beschermend schild tegen zon, regen en wind. De bovenste houten structuur wordt bij elkaar gehouden door geteerd touw om het flexibeler te maken en het hout niet te verzwakken.